# Evelyn Nwabuoku
Evelyn Nwabuoku, née le 14 novembre 1985, est une footballeuse internationale nigériane évoluant au poste de milieu de terrain.

## Biographie

### En club
Elle commence sa carrière 
avec les clubs nigérians des Rivers Angels et des Bayelsa Queens.
En 2015, elle rejoint le BIIK Kazygurt dans le championnat du Kazakhstan.
En 2016, elle joue avec l'équipe d'Östersunds en Suède.
Elle joue depuis 2016 avec l'équipe féminine En Avant de Guingamp, où elle rejoint Desire Oparanozie dans le championnat de France féminin. Celle-ci l'aide à s'installer dans le secteur et à pallier ses difficultés langagières.

### En équipe nationale
Avec les moins de 19 ans, elle participe à la Coupe du monde des moins de 19 ans 2004.
Elle est capitaine de l'équipe du Nigeria lors du championnat d'Afrique 2014, qu'elle remporte, et lors de la Coupe du monde 2015. Lors du mondial, elle joue trois matchs : contre la Suède, l'Australie, et les États-Unis.
Elle participe également au championnat d'Afrique 2012.

## Palmarès
- Vainqueur du championnat d'Afrique féminin en 2014 avec l'équipe du Nigeria
- Championne du Nigeria en 2014 avec les Rivers Angels
- Vainqueur de la Coupe du Nigeria en 2014 avec les Rivers Angels